# フラッシュバルブ記憶
フラッシュバルブ記憶（英:Flashbulb memory ）とは、個人的に重大な出来事や世界的な重大事件に関する非常に詳細な記憶を意味する。閃光記憶とも称され、「写真のフラッシュを焚いた時のように」鮮明な記憶を指す。
この用語は Brawn と Kulik の論文（1977年）で最初に使われたもので、強烈な感情を伴った記憶が時間が経った後でも鮮明に思い出せることを示した。例えば、多くの人々がアメリカ同時多発テロ事件やケネディ大統領暗殺事件、ジョン・レノン殺害などのニュースを聞いたときのことをよく覚えている。
そのように鮮明に思い出せる記憶であるが、フラッシュバルブ記憶が普通の記憶のように記憶され続けるわけではないことが、いくつかの研究により示唆された（例えば、Talarico, 2003）。一般にフラッシュバルブ記憶は通常の記憶よりも正確かつ鮮明に思い出せると考えられているが、その理由として、人々がそのような重大な出来事を話題にすることが多いために記憶が強化されていることが指摘されている。Neisser（1982年）によると、フラッシュバルブ記憶が長持ちする原因の1つとして、報道によって定期的に記憶が補強されることを挙げている。